# 자파테아도
자파테아도(zapateado)는 스페인 안달루시아 지방의 춤, 전통 음악 스타일이자 플라멩코의 일종이다. 구두의 앞과 뒤축으로 마룻바닥을 교묘히 울려 리듬을 잡기 때문에 구두(zapat)라는 말에서 나왔다. 3박계의 것으로, 제2박에 강한 악센트를 둔다. 사라사테와 그 밖의 에스파냐계 작곡가에 이런 종류의 작품이 있다.